# Howard Mudd
(en) Statistiques sur pro-football-reference
Howard Edward Mudd, né le 10 février 1942 à Midland et mort le 12 août 2020 à Seattle, est un joueur et entraîneur américain de football américain.

## Biographie

### Enfance
Mudd fait ses études à la Midland High School, remportant le championnat du Michigan Class A en 1957, et est recruté par l'université d'État du Michigan, étant considéré comme une recrue importante,. 

### Carrière

#### Université
Le joueur devient titulaire au sein de l'équipe des Spartans de Michigan State mais ne se sent pas à l'aise au sein de cette faculté. Après un premier refus, il accepte de rejoindre l'Hillsdale College et intègre le programme football des Chargers. Mudd devient All-American au niveau de la National Association of Intercollegiate Athletics (NAIA) et obtient deux sélections All-State ainsi que le titre de co-capitaine sur sa dernière saison. Mudd obtient son diplôme en biologie et a l'objectif, à ce moment, d'intégrer une école de médecine et non de poursuivre une carrière de footballeur professionnel.

#### Professionnel
Howard Mudd est sélectionné au neuvième tour de la draft 1964 de la NFL par les 49ers de San Francisco au 113e choix. Après une année de rookie comme remplaçant, il devient titulaire dans la ligne offensive de San Fracisco et un élément incontournable de la période dorée des 49ers avec trois sélections au Pro Bowl et deux dans la liste All-Pro. Il est même nommé dans l'équipe de la décennie 1960 de la NFL avant de prendre la direction des Bears de Chicago et de terminer sa carrière avec cette franchise après une grave blessure au genou. 
L'attaquant embrasse ensuite la carrière d'entraîneur et se spécialise dans la ligne offensive. Il se fait remarquer par son passage chez les Colts d'Indianapolis, de 1998 à 2009, où il remporte le Super Bowl XLI avec une protection assurée sur Peyton Manning et une ligne offensive puissante. 
Howard Mudd décède le 12 août 2020 des suites de ses blessures concédées lors d'un grave accident de moto. 